# Frankfurter Bankgesellschaft (Schweiz)
[2]

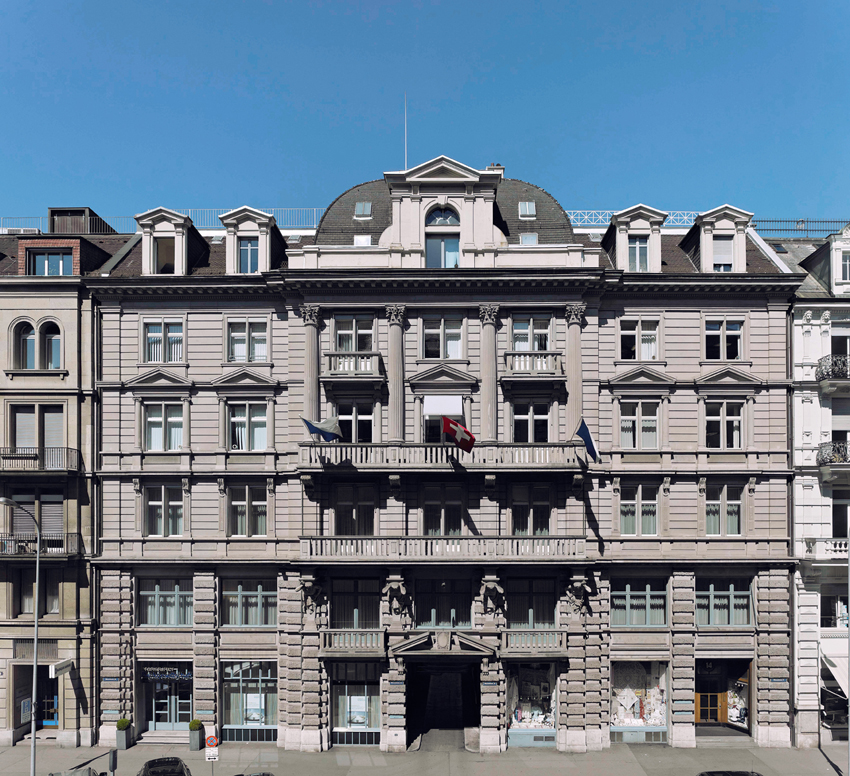
Hauptsitz in Zürich

Die Frankfurter Bankgesellschaft (Schweiz) AG ist eine Schweizer Privatbank mit Sitz in Zürich. Sie gehört zur Frankfurter Bankgesellschaft Gruppe und ist eine Tochtergesellschaft der Frankfurter Bankgesellschaft Holding AG.

## Geschichte
Durch die Neuaufstellung der Landesbank Hessen-Thüringen im Jahr 2010 erwarb die LB (Swiss) Privatbank AG die Frankfurter Bankgesellschaft und deren Namensrechte von der Frankfurter Sparkasse, also von einer anderen Tochtergesellschaft der Helaba. Seither firmiert die damalige LB(Swiss) Privatbank AG unter dem Namen Frankfurter Bankgesellschaft (Schweiz) AG.
Im selben Zug erwarb der deutsche Ableger die Helaba Trust Beratungs- und Management-Gesellschaft und verschmolz auf die Frankfurter Bankgesellschaft (Deutschland) AG. Die deutsche Tochtergesellschaft eröffnete neben dem Hauptsitz Frankfurt Standorte in Düsseldorf (2018) und Hamburg (2019) sowie Büros in München (2018) und Saarbrücken (2021). Eine weitere Tochtergesellschaft, die Family Office der Frankfurter Bankgesellschaft AG (seit 2017) hat ihren Sitz in Frankfurt.
Im Januar 2020 ging die Frankfurter Bankgesellschaft (Schweiz) AG eine Mehrheitsbeteiligung (75,1 %) an der IMAP Management Consultants AG ein, die ihren Hauptsitz in Mannheim hat sowie über Büros in Frankfurt am Main und München verfügt.
Zum 1. Dezember 2023 übernahm eine neu gegründete Managementholding mit Sitz in Frankfurt am Main die Führung der Frankfurter Bankgesellschaft Gruppe. Sie führt seitdem als Tochtergesellschaften die Banken in Zürich und Frankfurt, das Family Office sowie IMAP.